# Collier uniforme
Pour les articles homonymes, voir Stratégie du collier de perles.

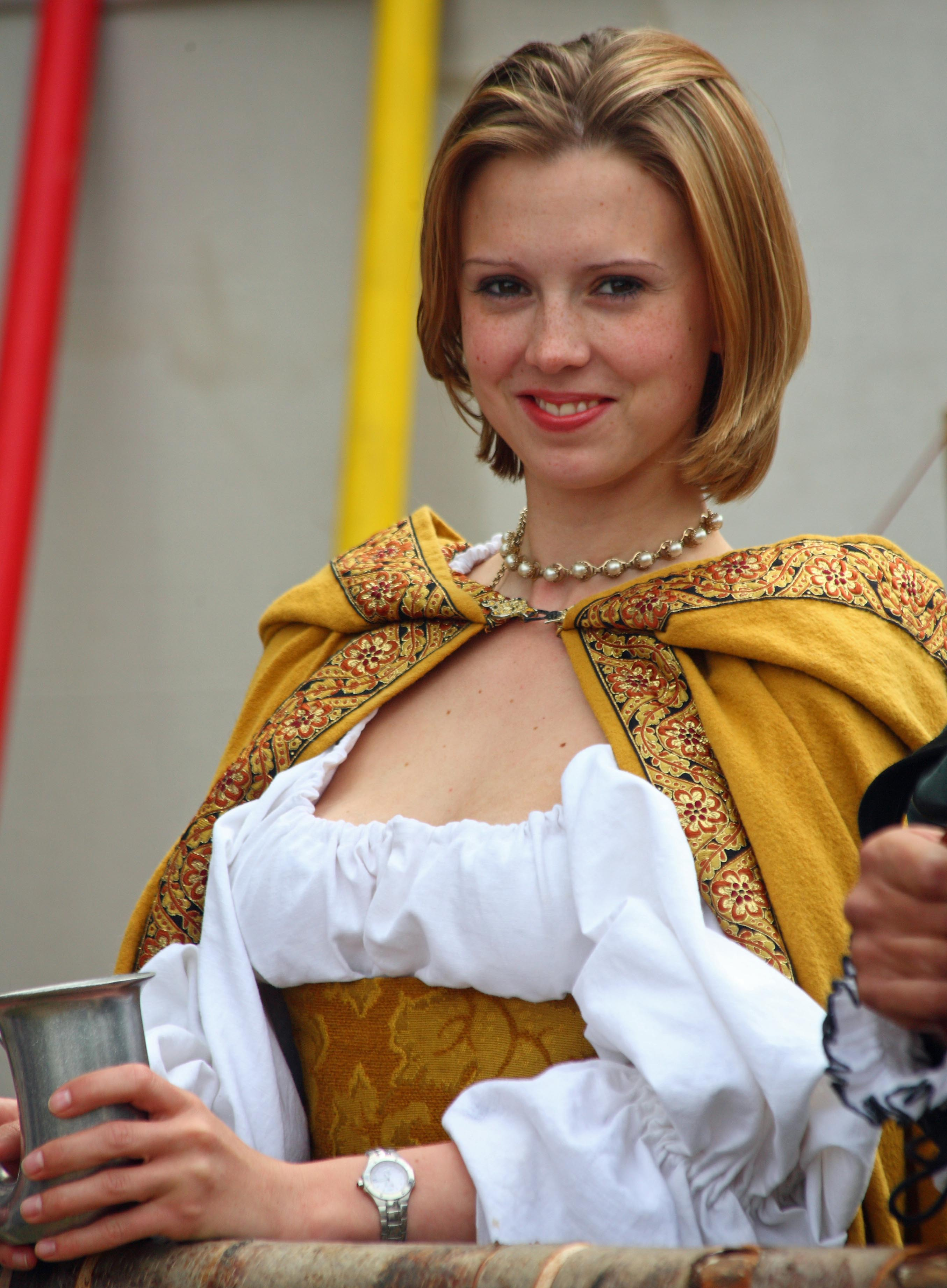
Femme costumée, avec un collier ras de cou en perles.

Un collier uniforme est un collier de perles de tailles pratiquement identiques.
La coutume veut que la différence de taille entre la plus petite perle et la plus grosse ne dépasse pas 0,5 mm pour les perles mesurant jusqu'à 8 mm de diamètre, et 1 mm au-delà de 8 mm de diamètre.
Un collier uniforme a une longueur d'environ 40 centimètres, et se porte aussi bien en tenue de soirée ou que tous les jours en décontracté.